# موهوج

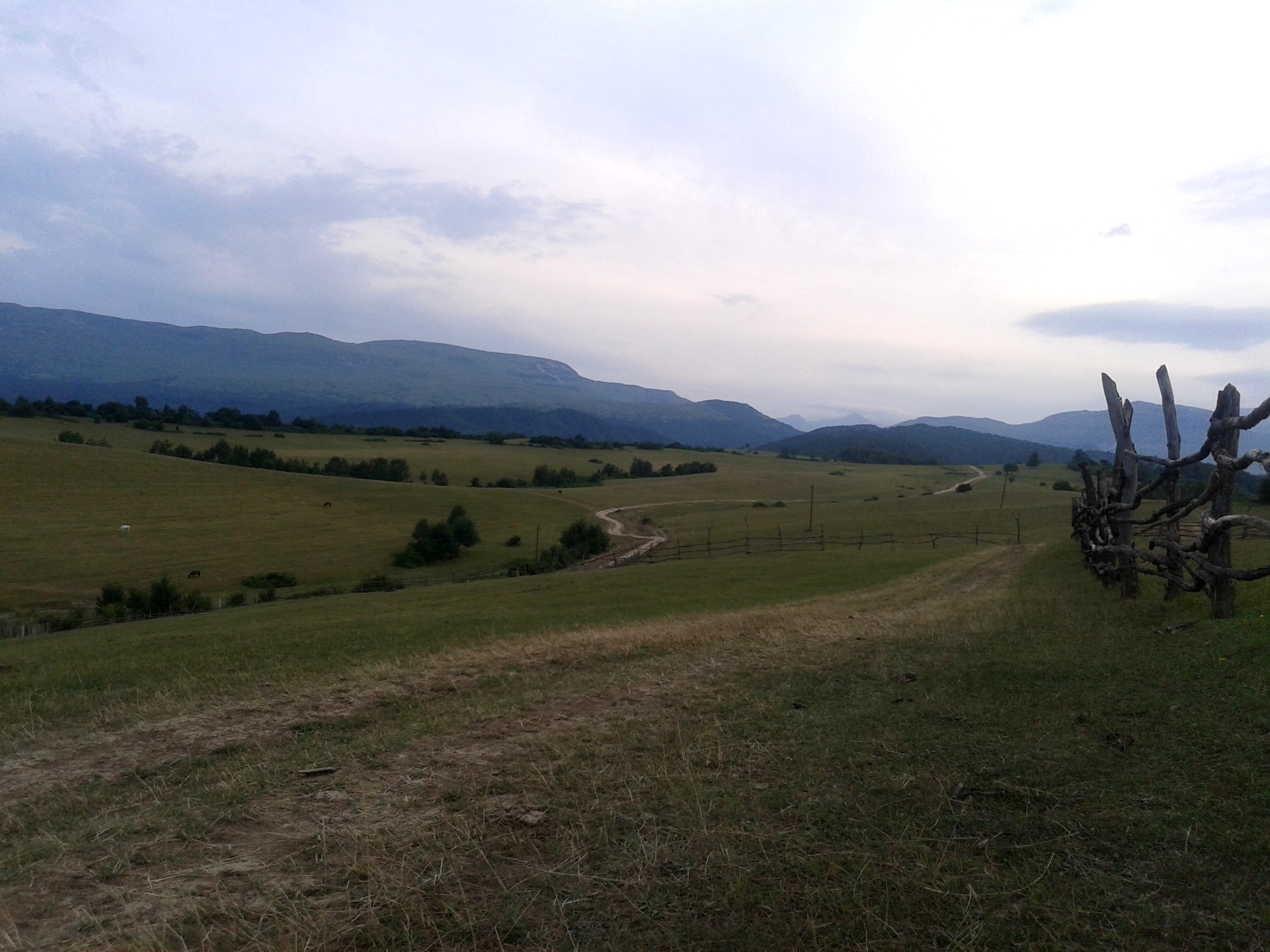
قوبا در جمهوری آذربایجان

موهوج (به ترکی آذربایجانی: Möhüc) یک منطقه مسکونی در جمهوری آذربایجان است که در شهرستان قوبا واقع شده است. موهوج ۱۳۲۹ نفر جمعیت دارد.